# Rictonis
Rictonis là một chi bướm đêm thuộc họ Noctuidae.